# RAC Tourist Trophy
RAC Tourist Trophy, oficjalnie RAC International Tourist Trophy – wyścig samochodowy, organizowany z przerwami od 1905 roku, w którym zwycięstwa nagradzany jest przez Królewski Klub Motorowy (ang. Royal Automobile Club – RAC). Pierwotnie był oddzielnym wyścigiem nie wliczanym do klasyfikacji żadnych mistrzostw, organizowanym do 1922 roku na Wyspie Man. W latach 1908, 1914 i 1922 wchodził w cykl wyścigów Grand Prix. W latach 30. wyścig był organizowany dla samochodów sportowych w Irlandii Północnej, a po II wojnie światowej głównie w Anglii. Najwięcej edycji wyścigu odbyło się na torze Silverstone Circuit, na którym wyścig organizowany jest do dziś. Od 1953 roku Tourist Trophy jest eliminacją mistrzostw – najpierw Mistrzostw Świata Samochodów Sportowych, później European Touring Car Championship, World Touring Car Championship, British Touring Car Championship oraz FIA GT Championship, a obecnie odbywa się tu 6-godzinny wyścig FIA World Endurance Championship.

## Zwycięzcy
| Rok         | Kierowcy                                            | Samochód                | Klasa                 | Tor                       |
| ----------- | --------------------------------------------------- | ----------------------- | --------------------- | ------------------------- |
| 1905        | John Napier                                         | Arrol-Johnston          | Samochody turystyczne | Highlands Course          |
| 1906        | Charles Rolls                                       | Rolls-Royce 20 hp       | Samochody turystyczne | 'Short' Highlands Course  |
| 1907        | Ernest Courtis                                      | over 20 hp              | Samochody turystyczne | 'Short' Highlands Course  |
| 1908        | Willy Watson                                        | Hutton (Napier)         | Grand Prix            | Four Inch Course          |
| 1909 – 1913 | Nie rozgrywano                                      | Nie rozgrywano          | Nie rozgrywano        | Nie rozgrywano            |
| 1914        | Kenelm Lee Guinness                                 | Sunbeam                 | Grand Prix            | Isle Man Mountain Circuit |
| 1915 – 1921 | Nie rozgrywano                                      | Nie rozgrywano          | Nie rozgrywano        | Nie rozgrywano            |
| 1922        | Jean Chassagne                                      | Sunbeam Tourist Trophy  | Grand Prix            | Isle Man Mountain Circuit |
| 1923 – 1927 | Nie rozgrywano                                      | Nie rozgrywano          | Nie rozgrywano        | Nie rozgrywano            |
| 1928        | Kaye Don                                            | Lea-Francis Hyper S     | Samochody sportowe    | Ards Circuit              |
| 1929        | Rudolf Caracciola                                   | Mercedes-Benz SSK       | Samochody sportowe    | Ards Circuit              |
| 1930        | Tazio Nuvolari                                      | Alfa Romeo 6C 1750 GS   | Samochody sportowe    | Ards Circuit              |
| 1931        | Norman Black                                        | MG C-type Midget        | Samochody sportowe    | Ards Circuit              |
| 1932        | Cyril Whitcroft                                     | Riley Brooklands Nine   | Samochody sportowe    | Ards Circuit              |
| 1933        | Tazio Nuvolari                                      | MG Magnette K3          | Samochody sportowe    | Ards Circuit              |
| 1934        | Charles Dodson                                      | MG Magnette NE          | Samochody sportowe    | Ards Circuit              |
| 1935        | Freddie Dixon                                       | Riley TT Sprite         | Samochody sportowe    | Ards Circuit              |
| 1936        | Freddie Dixon Charles Dodson                        | Riley TT Sprite         | Samochody sportowe    | Ards Circuit              |
| 1937        | Franco Comotti                                      | Talbot-Lago T150C       | Samochody sportowe    | Donington Park            |
| 1938        | Louis Gérard                                        | Delage D6-70            | Samochody sportowe    | Donington Park            |
| 1939 – 1949 | Nie rozgrywano                                      | Nie rozgrywano          | Nie rozgrywano        | Nie rozgrywano            |
| 1950        | Stirling Moss                                       | Jaguar XK120            | Samochody sportowe    | Dundrod Circuit           |
| 1951        | Stirling Moss                                       | Jaguar XK120C           | Samochody sportowe    | Dundrod Circuit           |
| 1952        | Nie rozgrywano                                      | Nie rozgrywano          | Nie rozgrywano        | Nie rozgrywano            |
| 1953        | Peter Collins Pat Griffith                          | Aston Martin DB3S       | Samochody sportowe    | Dundrod Circuit           |
| 1954        | Gérard Laureau Paul Armagnac                        | DB-Panhard 745 cc       | Samochody sportowe    | Dundrod Circuit           |
| 1955        | Stirling Moss John Fitch                            | Mercedes-Benz 300 SLR   | Samochody sportowe    | Dundrod Circuit           |
| 1956 – 1957 | Nie rozgrywano                                      | Nie rozgrywano          | Nie rozgrywano        | Nie rozgrywano            |
| 1958        | Stirling Moss Tony Brooks                           | Aston Martin DBR1       | Samochody sportowe    | Goodwood Circuit          |
| 1959        | Stirling Moss Jack Fairman Carroll Shelby           | Aston Martin DBR1       | Samochody sportowe    | Goodwood Circuit          |
| 1960        | Stirling Moss                                       | Ferrari 250 GT          | Grand tourer          | Goodwood Circuit          |
| 1961        | Stirling Moss                                       | Ferrari 250 GT          | Grand tourer          | Goodwood Circuit          |
| 1962        | Innes Ireland                                       | Ferrari 250 GTO         | Grand tourer          | Goodwood Circuit          |
| 1963        | Graham Hill                                         | Ferrari 250 GTO         | Grand tourer          | Goodwood Circuit          |
| 1964        | Graham Hill                                         | Ferrari 330P            | Samochody sportowe    | Goodwood Circuit          |
| 1965        | Denny Hulme                                         | Brabham BT8-Climax      | Samochody sportowe    | Oulton Park               |
| 1966        | Denny Hulme                                         | Lola T70-Chevrolet      | Samochody sportowe    | Oulton Park               |
| 1967        | Andrea de Adamich                                   | Alfa Romeo GTA          | Samochody turystyczne | Oulton Park               |
| 1968        | Denny Hulme                                         | Lola T70-Chevrolet      | Samochody sportowe    | Oulton Park               |
| 1969        | Trevor Taylor                                       | Lola T70-Chevrolet      | Samochody sportowe    | Oulton Park               |
| 1970        | Brian Muir                                          | Chevrolet Camaro Z28    | Samochody turystyczne | Silverstone Circuit       |
| 1971        | Nie rozgrywano                                      | Nie rozgrywano          | Nie rozgrywano        | Nie rozgrywano            |
| 1972        | Jochen Mass Dieter Glemser                          | Ford Capri RS2600       | Samochody turystyczne | Silverstone Circuit       |
| 1973        | Derek Bell Harald Ertl                              | BMW 3.0 CSL             | Samochody turystyczne | Silverstone Circuit       |
| 1974        | Stuart Graham                                       | Chevrolet Camaro Z28    | Samochody turystyczne | Silverstone Circuit       |
| 1975        | Stuart Graham                                       | Chevrolet Camaro Z28    | Samochody turystyczne | Silverstone Circuit       |
| 1976        | Jean Xhenceval Pierre Dieudonné Hughes de Fierlandt | BMW 3.0 CSL             | Samochody turystyczne | Silverstone Circuit       |
| 1977        | Dieter Quester Tom Walkinshaw                       | BMW 3.0 CSL             | Samochody turystyczne | Silverstone Circuit       |
| 1978        | Raijmond van Hove Eddy Joosen                       | BMW 3.0 CSL             | Samochody turystyczne | Silverstone Circuit       |
| 1979        | Martino Finotto Carlo Facetti                       | BMW 3.0 CSL             | Samochody turystyczne | Silverstone Circuit       |
| 1980        | Umberto Grano Harald Neger Heribert Werginz         | BMW 635CSi              | Samochody turystyczne | Silverstone Circuit       |
| 1981        | Tom Walkinshaw Chuck Nicholson                      | Mazda RX-7              | Samochody turystyczne | Silverstone Circuit       |
| 1982        | Tom Walkinshaw Chuck Nicholson                      | Jaguar XJS              | Samochody turystyczne | Silverstone Circuit       |
| 1983        | Steve Soper René Metge                              | Rover Vitesse           | Samochody turystyczne | Silverstone Circuit       |
| 1984        | Helmut Kelleners Gianfranco Brancatelli             | BMW 635CSi              | Samochody turystyczne | Silverstone Circuit       |
| 1985        | Tom Walkinshaw Win Percy                            | Rover Vitesse           | Samochody turystyczne | Silverstone Circuit       |
| 1986        | Jeff Allam Denny Hulme                              | Rover Vitesse           | Samochody turystyczne | Silverstone Circuit       |
| 1987        | Enzo Calderari Fabio Mancini                        | BMW M3                  | Samochody turystyczne | Silverstone Circuit       |
| 1988        | Andy Rouse Alain Ferté                              | Ford Sierra RS500       | Samochody turystyczne | Silverstone Circuit       |
| 1989 – 1993 | Nie rozgrywano                                      | Nie rozgrywano          | Nie rozgrywano        | Nie rozgrywano            |
| 1994        | Paul Radisich                                       | Ford Mondeo Ghia        | Samochody turystyczne | Donington Park            |
| 1995        | Nie rozgrywano                                      | Nie rozgrywano          | Nie rozgrywano        | Nie rozgrywano            |
| 1996        | Alain Menu                                          | Renault Laguna          | Samochody turystyczne | Donington Park            |
| 1997        | Alain Menu                                          | Renault Laguna          | Samochody turystyczne | Donington Park            |
| 1998        | Vincenzo Sospiri Emmanuel Collard                   | Ferrari 333 SP          | Samochody sportowe    | Donington Park            |
| 1999 – 2004 | Nie rozgrywano                                      | Nie rozgrywano          | Nie rozgrywano        | Nie rozgrywano            |
| 2005        | Pedro Lamy Peter Kox                                | Aston Martin DBR9       | Grand tourer          | Silverstone Circuit       |
| 2006        | Michael Bartels Andrea Bertolini                    | Maserati MC12           | Grand tourer          | Silverstone Circuit       |
| 2007        | Mika Salo Thomas Biagi                              | Maserati MC12           | Grand tourer          | Silverstone Circuit       |
| 2008        | Ryan Sharp Karl Wendlinger                          | Aston Martin DBR9       | Grand tourer          | Silverstone Circuit       |
| 2009        | Ryan Sharp Karl Wendlinger                          | Saleen S7-R             | Grand tourer          | Silverstone Circuit       |
| 2010        | Warren Hughes Jamie Campbell-Walter                 | Nissan GT-R GT1         | Grand tourer          | Silverstone Circuit       |
| 2011        | Michael Krumm Lucas Luhr                            | Nissan GT-R GT1         | Grand tourer          | Silverstone Circuit       |
| 2012        | Nie rozgrywano                                      | Nie rozgrywano          | Nie rozgrywano        | Nie rozgrywano            |
| 2013        | Allan McNish Tom Kristensen Loïc Duval              | Audi R18 e-tron quattro | Samochody sportowe    | Silverstone Circuit       |
| 2014        | Anthony Davidson Nicolas Lapierre Sébastien Buemi   | Toyota TS040 Hybrid     | Samochody sportowe    | Silverstone Circuit       |